# Камдън (Ню Джърси)
Вижте пояснителната страница за други значения на Камдън.
Камдън (на английски: Camden) е град в САЩ, административен център на окръг Камдън, щата Ню Джърси. Населението на града е 77 344 души (по приблизителна оценка от 2017 г.). Камдън е най-престъпният град в САЩ, а почти половината от населението му живее в мизерия и бедност.

## Личности
Родени в Камдън
- Матю Куик – американски писател
- Флорънс Сковъл Шин – американска художничка и писателка